# Aspius

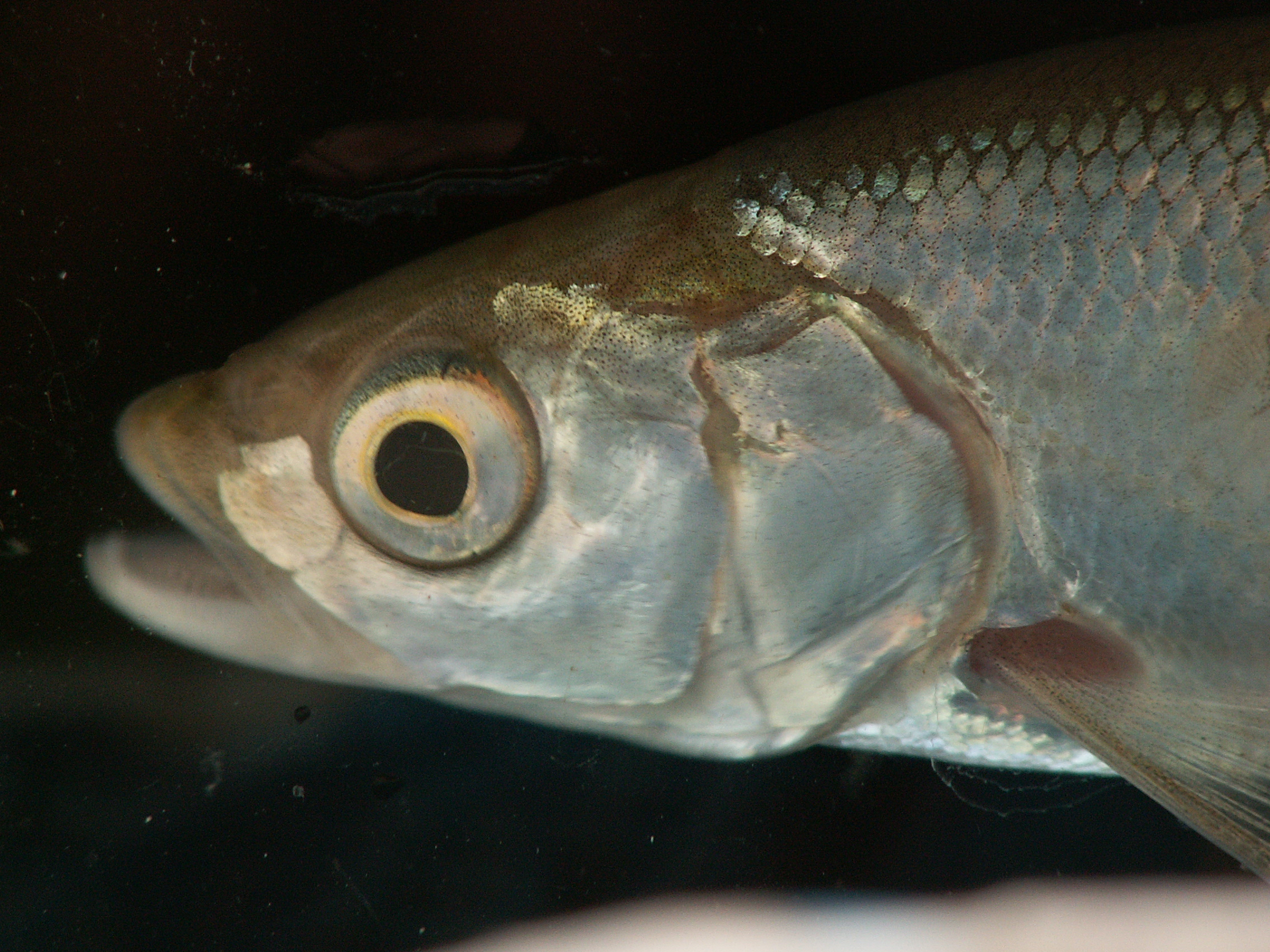
Detalle de la cabeza.

El género Aspius pertenece a la familia Cyprinidae de peces de agua dulce incluida en el orden Cypriniformes, distribuidos por ríos y lagos de Europa y Asia.
Son ciprínidos bentopelágicos de gran tamaño, por lo que tienen cierta importancia en la pesca deportiva y comercial, así como en su utilización en acuicultura intensiva.

## Especies
Existen sólo dos especies agrupadas en este género:
- Aspius aspius (Linnaeus, 1758) - Aspio
- Aspius vorax (Heckel, 1843)